# Lutherse Kerk (Utrecht)
De Lutherse Kerk in Utrecht is een kerk in de Hamburgerstraat, in gebruik door de Evangelisch-Lutherse gemeente van Utrecht.
Het oudste gedeelte van de kerk is de voormalige kloosterkapel van het Ursulaklooster uit 1412, gewijd aan de heilige Ursula. Oorspronkelijk was deze vijftiende-eeuwse kapel waarschijnlijk voorzien van een nonnengalerij, zoals dat nog te zien is bij de kapel van het voormalige Agnietenklooster (thans Centraal Museum). Op de kapel bevindt zich nog de dakruiter.
Na de hervorming kreeg de kapel verschillende bestemmingen totdat zij in 1743 gekocht werd door de Lutherse gemeente. Het voormalige kloosterterrein lag ingeklemd tussen bebouwing aan de Hamburgerstraat, de Lange Nieuwstraat, de Oudegracht en de Abraham Dolesteeg. Om toegang tot de kapel te krijgen werden enkele huizen in de Hamburgerstraat opgekocht. Op de plaats daarvan werd een nieuwe vleugel gebouwd naar ontwerp van Jan Cloppenburg met een zware gevel in Lodewijk XIV-stijl. Op de gevel prijkt het jaartal van de opening, 1745.
Het interieur werd vernieuwd in 1826.

## Voorgeschiedenis Lutherse gemeente
Aan het eind van de zestiende eeuw vestigde zich een groep Antwerpse vluchtelingen in Utrecht, die deel hadden uitgemaakt van een bloeiende Lutherse gemeente. Vanuit Amsterdam wordt Ds. Joh. Ligarius naar Utrecht gezonden. Hij was in 1566 en 1567 predikant in Antwerpen geweest. Hij heeft waarschijnlijk enkele malen in Utrecht gepreekt. In de jaren 90 van de zestiende eeuw werden Duitse soldaten in Utrecht gelegerd, die een eigen veldprediker hadden, Joannes Becker. Pas in het begin van de zeventiende eeuw werd de eerste predikant in Utrecht benoemd: Johannes Cremerius. Er werd in de Lijnmarkt een huis aangekocht, waar kerkdiensten konden worden gehouden. In 1613 werd Hibbaeus Magnus als voorganger benoemd. Hij kan worden beschouwd als de eigenlijke stichter van de gemeente. Hij stelt een kerkeraad aan en begint het notulenboek. De gemeente werd erkend door "Amsterdam": op de tweede synode, gehouden in Amsterdam op 30 september en 1 en 2 oktober 1614 was Ds. Magnus met twee ouderlingen aanwezig. Hij werd daar gekozen tot lid van het algemeen consistorium, de synodale commissie. In 1616 en 1617 werden enige huizen verworven in de Strosteeg. Het geld daarvoor kwam deels van buitenlandse giften. Zo kwam Frederik IX van Saksen-Weimar in 1617 persoonlijk naar Utrecht om een geschenk te overhandigen.
Op 22 juni 1618 werd ds. Magnus opgevolgd door Henricus Clessius, die uit Duitsland afkomstig was. In augustus 1620 werd begonnen met het verbouwen van de huizen in de Strosteeg tot kerk. De eerste steen werd gelegd door de hertog van Brunswijk. Probleem was dat de vroedschap van Utrecht zich tegen de bouw van de kerk verzet, en een deurwaarder het verbod om te verbouwen laat aanzeggen. Zelfs bemiddeling door de ambassadeur van Denemarken, en in een later stadium door Prins Maurits en de koning van Bohemen konden niet baten. De zaak was "volkomen hopeloos", maar intussen was de bouw al wel zo ver gevorderd, dat er rond 1624 toch in het nieuwe huis gepreekt werd. In 1638 werd een kerkorgel gekocht. De gemeente groeide flink: in 1646 waren er 107 dopelingen, en met kerstmis 1650 waren er 400 avondmaalsgangers. Ds. Clessius vertrok al in 1625, en werd voor een korte periode van twee jaar opgevolgd door Justus Zythopaeus, ook genaamd Brouwer. Hij begon in 1626 met het bijhouden van een doopboek. De volgende predikant was Johannes Coendring (of: Conring), die de gemeente twintig jaar leidde. De gemeente maakt een periode van voorspoed door, en in 1639 wordt een tweede predikant aangesteld: ds. Johan Adam Hunerfanger. Ds. Coendring wordt na zijn overlijden in 1647 opgevolgd door Fredericus Swetgius, die van Silezische geboorte was. Op 27 januari 1651 werd het gereformeerd protestantisme tot staatsgodsdienst verklaard, waardoor Lutheranen geen overheidsbetrekkingen meer konden uitvoeren. Alleen de beul was meestal Luthers. Hij had in de kerk een eigen (beuls-)bankje. Het ledental verminderde. Daarbovenop kwam een hevige twist binnen de gemeente die meer dan tien jaar duurde. Toen ds. Swetgius in 1668 overleed werd Johannes Baers benoemd, de eerste Nederlandse predikant. In 1671 overleed ds. Hunerfanger. Hij werd voor twee jaar opgevolgd door Artur Georg Velten. Afgezien van enkele korte perioden waarin er daarna een vervanger was, duurde het tot 1691, voordat een nieuwe (Duitse) predikant werd beroepen: Enno Ewen. In 1705 overleden de beide predikanten. Er werden weer twee nieuwe predikanten benoemd: een Duitse, Heinrich Michels, die aanbleef tot 1714, en een Nederlander, Henricus Hollenhagen, die in 1740 overleed. Als opvolger van Michels werd de Duitse predikant Johan Albert Veltgen benoemd, die in 1720 op 32-jarige leeftijd overleed en werd opgevolgd door zijn broer Johannes Arnoldus Veltgen, die zestig jaar als predikant voor de gemeente zou werken. In 1716 kreeg de kerk een nieuw orgel.
Al in 1711 besloot de kerkeraad uit te gaan zien naar een ander kerkgebouw. Er werd in binnen- en buitenland gecollecteerd voor de nieuwe kerk, en uiteindelijk kreeg men een bedrag van ƒ 25.000,- bij elkaar. Het zou tot 1745 duren voordat een nieuwe kerk in gebruik werd genomen. Er was in de Roomburgerstraat (de latere Hamburgerstraat) een kapel beschikbaar gekomen, die sinds 1412 deel had uitgemaakt van het Sint Ursulaklooster.

## Hamburgerstraat
Het Sint Ursulaklooster werd in 1412 gesticht en omvatte de gehele ruimte tussen de tegenwoordige Hamburgerstraat, Oude Gracht, Abraham Dolesteeg en Lange Nieuwstraat. De kapel aan de Hamburgerstraat was gebouwd als dubbelkerk: de zusters hadden een plaats in de bovenkerk, die vanuit het klooster te bereiken was. De leken hadden een plaats in de benedenkerk. Het koor was gemeenschappelijk. In 1580 werd de rooms-katholieke eredienst verboden. Daarna was het klooster in verval geraakt. In 1743 werd de kapel aan de Lutherse gemeente afgestaan. Ook enkele aangrenzende huizen werden gekocht. Als architect voor de nieuwe kerk werd Jan Cloppenburg aangetrokken. Hij ontwierp de kerk in Lodewijk XIV-stijl. De eerste steen werd gelegd op 22 mei 1744. Van de oorspronkelijke kapel werd weinig bewaard. De gotische ramen werden dichtgemetseld en onder de oorspronkelijk eikenhouten zoldering werd een nieuw tongewelf gemaakt. Op 28 november 1745 werd de nieuwe kerk ingewijd. Op 9 augustus 1750 werd een wapenschild van Christiaan VI van Denemarken boven de preekstoel geplaatst, om deze vorst te huldigen, die financieel aan de nieuwbouw had bijgedragen.
Tussen 1774 en 1784 had de gemeente drie predikanten. Daarna had de gemeente weer twee predikanten: een Duitse en een Nederlandse. Met de Duitse predikant, Johan Pieter Conrad Arnold Theophilus Ludwig Griesenbek, die vanaf 1790 als predikant optrad, ontstond een conflict dat de gemeente uiteindelijk ook nog veel geld kostte. Toen hij was ontslaan, nam George Hendrik Lagers gedurende drie jaar de dienst als enige predikant waar.
In de eerste helft van de negentiende eeuw drukte Joannes Decker Zimmerman zijn stempel op de gemeente. Hij had (op naam van zijn vrouw) een boekwinkel in de Lange Nieuwstraat. Naast hem was Jacob Nieuwenhuis sinds 1803 predikant. Deze promoveerde in 1811 tot doctor in de wis- en natuurkunde en werd in 1816 benoemd tot hoogleraar aan het Athenaeum te Deventer, en daarna tot hoogleraar in de wijsbegeerte te Leiden. Hij werd in Utrecht in 1817 opgevolgd door Johann Rudolph Thomas.
Mede door de moeilijke financiële omstandigheden was een aantal jaren weinig aan het onderhoud van het kerkgebouw gedaan. Een grondige restauratie was nodig, die werd uitgevoerd in 1825 en 1826. In 1837 deed Ferdinand Jacob Domela Nieuwenhuis zijn intrede als predikant. Hij was de zoon van Jacob Nieuwenhuis en voerde de geslachtsnaam van zijn moeder naast die van zijn vader. Hij werd in 1845 hoogleraar in Amsterdam.

## Orgel
Het orgel werd in 1880 gebouwd door Johan Frederik Witte, een nazaat van de familie Bätz, in een kast waarvan achttiende-eeuwse onderdelen verwerkt zijn. Het instrument is in 1998 gerestaureerd door Van Vulpen, die een nieuwe prestantachtige violini bouwde voor het bovenwerk, en twee registers aanvulde.
| Hoofdwerk C–f3 |     |          |
| Prestant       | 8′  |          |
| Bourdon        | 16′ | Witte/vV |
| Roerfluit      | 8′  |          |
| Octaaf         | 4′  |          |
| Quint          | 3′  |          |
| Octaaf         | 2′  |          |
| Cornet disc.   | V   |          |

| Nevenwerk C–f3 |    |          |
| Holfluit       | 8′ |          |
| Salicet        | 8′ |          |
| Viola          | 8′ | Witte/vV |
| Violini        | 4′ | vV       |
| Fluit          | 4′ |          |

| Pedaal C–d1 |     |  |
| Bourdon     | 16′ |  |

- Koppels: Manuaalkoppel, pedaalkoppel aan hoofd- of nevenwerk.

Historische kerkgebouwen:
Sint-Augustinuskerk · Buurkerk · Sint-Catharinakathedraal · Domkerk · Doopsgezinde kerk · Geertekerk · Jacobikerk · Jacobuskerk · Janskerk · Kerkenkruis · Lutherse Kerk · Mariakerk · Maria Minor · Nicolaïkerk · Pieterskerk · Sint-Gertrudiskathedraal · Sint-Martinuskerk · Sint-Salvatorkerk · Sint-Willibrordkerk · Westerkerk

Overige kerkgebouwen:
Adventkerk · Bethelkerk · Blijde Boodschapkerk · Gerardus Majellakerk · Heilig Hartkerk · Holy Trinity Church · H. Johannes de Doper en H. Bernarduskerk · Johanneskerk · Mattheüskerk · Nieuwe Kerk · Sint-Aloysiuskerk ·Sint-Antoniuskerk · Sint-Dominicuskerk · Sint-Gertrudiskerk · Sint-Jacobuskerk · Sint-Josephkerk · Sint-Rafaëlkerk · Stefanuskerk · Tuindorpkerk · Wederkomst des Herenkerk · Wilhelminakerk · Willem de Zwijgerkerk

Deels gesloopte kerken:
Oranjekerk

Gesloopte kerken:
Christus Koningkerk · Begijnekerk · Heilig Kruiskapel · Johannes de Doperkerk  · Julianakerk · Lucaskerk · Onze-Lieve-Vrouw-van-Goede-Raadkerk · 
Onze-Lieve-Vrouw-ten-Hemelopnemingkerk · Oosterkerk · Sint-Bernarduskerk · Sint-Dominicuskerk (Walsteegkerk) · Sint-Ludgeruskerk · Sint-Monicakerk · Sint-Nicolaaskerk · Sint-Pauluskerk · Sint-Salvatorkerk · Vaartkerk · Zuiderkerk

Voormalige kerken:
Emmaüskerk · Noorderkerk · Leeuwenbergkerk · Sint-Isidoruskerk

Lijst van kerken in Utrecht